# ザルマン・シャザール

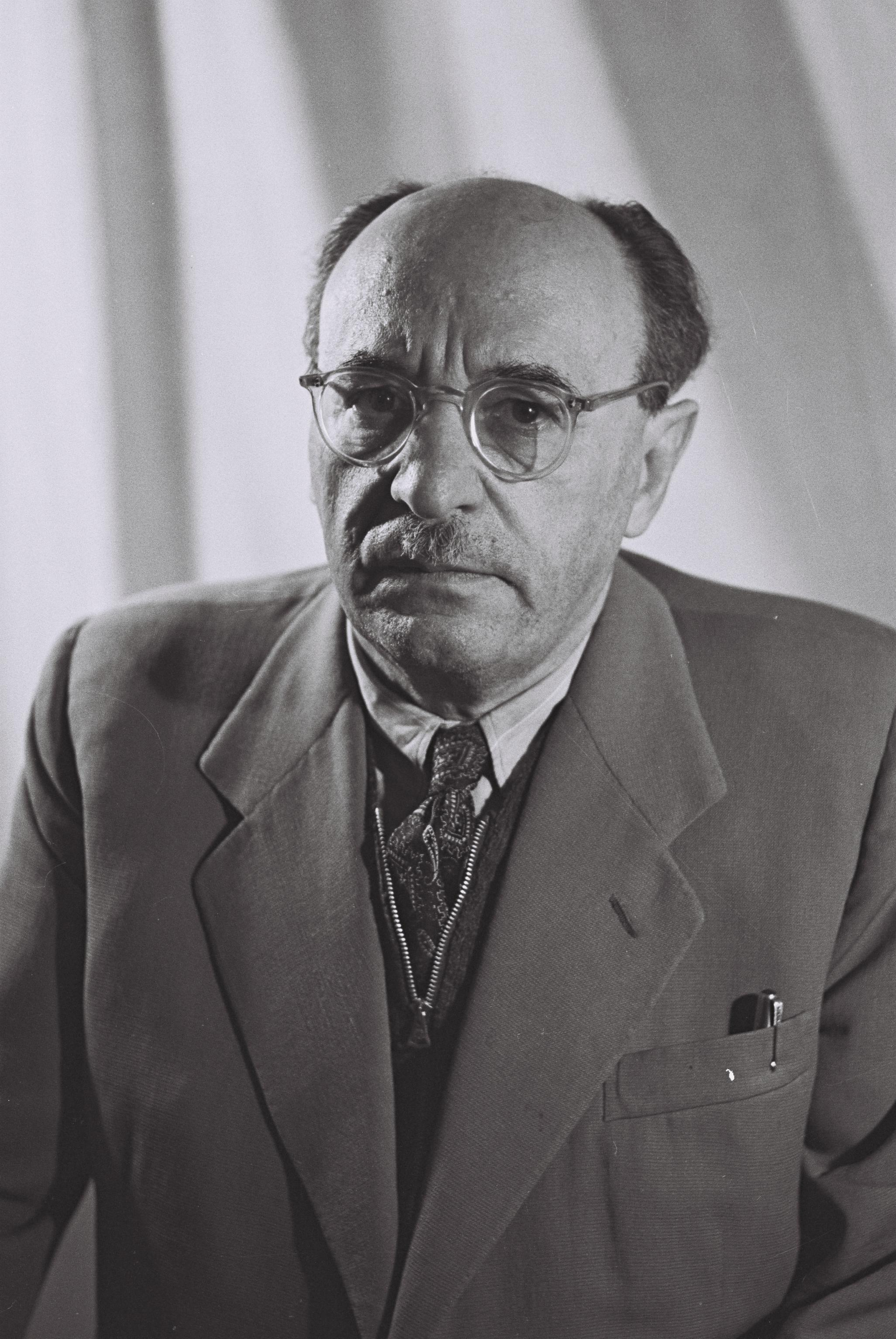
ザルマン・シャザール

ザルマン・シャザール（זלמן שז"ר Zalman Shazar 1889年11月24日 - 1974年10月5日）は、ベラルーシ生まれのイスラエルの作家、詩人、政治家（イスラエル共和国第3代大統領）。
シュネイウル・ザルマン・ロブショフ（ベラルーシ語: Шнэер За́лман Рубашоў,Shneiur Zalman Robshov）としてミンスク近郊のミールに生まれ、ハシディズムの家庭に育つ。Shazarという苗字は、本名の頭文字（ShZR）をヘブライ式に略記して作ったものである。
18歳の時、シオニスト組織"ポアレイ・ツィオン"に参加した廉で帝政ロシアの警察に逮捕され、2ヶ月間の投獄生活を経験した。その後、ペテルブルクやスイスやベルリンでユダヤ史を学び、ロシアのイディッシュ新聞に寄稿。
1924年にパレスチナへ移住。労働党（マパイ）の創設に参加し、1944年から1949年まで、イスラエルの新聞『ダヴァル』の主筆。1949年から1951年までイスラエル労働党政府で教育大臣。1963年から1973年までイスラエル大統領を務めた。エルサレムで死去。
イスラエルの200新シェケル紙幣に肖像が使用されている。